# Balkanmeisterschaft 1997 (Badminton)
Die Balkanmeisterschaft 1997 im Badminton fand vom 1. bis zum 4. Mai 1997 in Šabac statt.

## Sieger und Platzierte
| Disziplin    | Gold                                | Silber                                   | Bronze                                |
| ------------ | ----------------------------------- | ---------------------------------------- | ------------------------------------- |
| Herreneinzel | Boris Kessov                        | Mihail Popov                             | Tzvetozar Kolev                       |
| Herreneinzel | Boris Kessov                        | Mihail Popov                             | Konstantin Dobrev                     |
| Dameneinzel  | Dobrinka Smilianova                 | Dimitriyka Dimitrova                     | Raina Tzvetkova                       |
| Dameneinzel  | Dobrinka Smilianova                 | Dimitriyka Dimitrova                     | Margarita Mladenova                   |
| Herrendoppel | Mihail Popov Svetoslav Stoyanov     | Boris Kessov Tzvetozar Kolev             | Daniel Cojocaru Radu Milevschi        |
| Herrendoppel | Mihail Popov Svetoslav Stoyanov     | Boris Kessov Tzvetozar Kolev             | Florin Posteucă Nicusor Vintila       |
| Damendoppel  | Margarita Mladenova Raina Tzvetkova | Dimitriyka Dimitrova Dobrinka Smilianova | Carmen Blanaru Daniela Timofte        |
| Damendoppel  | Margarita Mladenova Raina Tzvetkova | Dimitriyka Dimitrova Dobrinka Smilianova | Alina Pieptu Nicoleta Teodoru         |
| Mixed        | Svetoslav Stoyanov Raina Tzvetkova  | Tzvetozar Kolev Dobrinka Smilianova      | Mihail Popov Dimitriyka Dimitrova     |
| Mixed        | Svetoslav Stoyanov Raina Tzvetkova  | Tzvetozar Kolev Dobrinka Smilianova      | Konstantin Dobrev Margarita Mladenova |
| Mannschaft   | Bulgarien                           | Rumänien                                 | Türkei                                |